# Kassam Stadium
Il Kassam Stadium è uno stadio che si trova a Oxford, in Inghilterra. Ospita le partite in casa della squadra di calcio dell'Oxford United Football Club e della squadra di rugby a 15 del London Welsh RFC.
È stato inaugurato nel 2001 ed ha una capacità di 12.500 posti.
Nel 2002 e nel 2005 ha ospitato due finali dell'European Challenge Cup vinte entrambe dagli inglesi Sale Sharks.

## Incontri importanti

### Finale della Challenge Cup di rugby
- Sale Sharks 25-22  Pontypridd - (26 maggio 2002)
- Sale Sharks 27-3  Pau - (21 maggio 2005)